# Paul St-Pierre Plamondon
Pour les articles homonymes, voir St-Pierre et Plamondon.
Paul St-Pierre Plamondon (souvent identifié par ses initiales, PSPP), né le 17 février 1977 à Trois-Rivières, est un avocat, chroniqueur télé et homme politique québécois.
Il est le chef du Parti québécois depuis le 9 octobre 2020. Aux élections générales du 3 octobre 2022, il est élu député à l'Assemblée nationale du Québec de la circonscription de Camille-Laurin alors que le Parti québécois récolte trois sièges et 14,6 % du vote populaire, s'établissant ainsi comme la troisième opposition en chambre.

## Biographie

### Études
Paul St-Pierre Plamondon entreprend ses études collégiales au Collège André-Grasset et obtient son diplôme en 1997.
Il est titulaire d'un baccalauréat en droit civil et en common law de l'Université McGill (2001), d'une maîtrise en administration des affaires de l'université d'Oxford, au Royaume-Uni, (2006) et d'un certificat en droit international à l'université de Lund en Suède (2001).

### Carrière précédant la vie politique
En 2003, il est procureur bénévole pour l’assemblée permanente des droits de la personne à Sucre, en Bolivie. Un peu plus tard en 2005, il travaille aux affaires juridiques de l'OTAN en Belgique. St-Pierre Plamondon est aussi avocat dans le département de litige de Stikeman Elliott, cabinet national de renom de 2002 à 2009.
En 2009, il se joint à la firme d’avocats Delegatus en tant que vice-président et actionnaire de l’étude. Reconnu pour son implication sociale, St-Pierre Plamondon se voit décerner le titre d'avocat de l'année en 2010, dans la catégorie pro bono, lors du congrès annuel du Jeune Barreau de Montréal visant à célébrer les « chefs de demain ».

### Engagement social et politique
En 2007, il cofonde Génération d'idées, groupe de réflexion à but non lucratif dont la mission est d’intéresser les 20-35 ans au débat public en les invitant à s’exprimer sur des thèmes de société sur les diverses plates-formes de Génération d’idées.
En 2009, dans le but de promouvoir Génération d’idées et de sonder l’opinion de la génération Y du Québec, Paul St-Pierre Plamondon visite 19 villes québécoises en 63 jours et recueille ainsi les réflexions de 500 jeunes. À la suite de cet exercice, il publie l’essai Des jeunes et l'avenir du Québec: les rêveries d'un promeneur solitaire,.
En 2010, il se joint à l’émission Bazzo.tv sur les ondes de Télé-Québec à titre de chroniqueur au Point sur l’actualité. Il collabore également au livre De quoi le Québec a-t-il besoin?.
En 2011, il débute à titre de coanimateur de l’émission de radio Génératrice sur la Première Chaîne de Radio-Canada. En octobre 2011, le groupe Génération d’idées plante plus de 250 balais en face de l'Assemblée nationale à Québec et multiplie les interventions publiques pour réclamer une commission d’enquête publique sur le milieu de la construction au Québec. Les interventions de Paul St-Pierre Plamondon en faveur de cette commission d’enquête amène Radio-Canada à demander son retrait de l’émission à titre de coanimateur
En 2012, il défend les étudiants en grève devant les tribunaux et participe à la manifestation des juristes contre le projet de loi 78 (devenu la loi 12). En septembre 2013, il démissionne de la présidence de Génération d'idées. En février 2014, il devient chroniqueur au journal Les Affaires.
En octobre 2014, il publie un second essai intitulé Les Orphelins politiques : plaidoyer pour un renouveau du paysage politique québécois, où il prône l’émergence d’un nouveau mouvement qui viendrait combler le vide ressenti par plusieurs orphelins politiques.
Paul St-Pierre Plamondon est l’auteur de plusieurs lettres ouvertes et interventions médiatiques sur divers sujets d'actualité, notamment du monde politique.

### Engagement au sein du Parti québécois
En 2016, il est candidat dans la course à la direction du Parti québécois et termine en quatrième position avec 6,84 % d'appuis. Un de ses principaux engagements lors de cette course est de reconnecter le parti avec l'ensemble des Québécois.

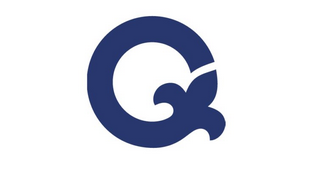
Logo du Parti québécois dont Paul St-Pierre Plamondon est le chef depuis 2020.

Le 23 octobre 2016, le chef du Parti québécois, Jean-François Lisée, annonce la nomination de Paul St-Pierre Plamondon au poste de conseiller spécial du chef au sein du Parti québécois, après qu'il a adhéré au parti. Sous le projet « Osez repenser le PQ », Paul St-Pierre Plamondon a pour mandat notamment de consulter la population du Québec sur le renouvellement du Parti et de rédiger, au terme de cette démarche, un rapport et des recommandations sur la relance du Parti québécois. La consultation ouverte s'adresse tout particulièrement au milieu des affaires, notamment les entrepreneurs et autres professionnels, aux membres de la diversité québécoise et aux moins de 40 ans. Après 162 consultations auprès de plus de 3 600 personnes, il dépose en avril 2017 un rapport comptant 156 recommandations. Lors du congrès national du PQ en septembre 2017, 44 recommandations ont été retenues par le Conseil exécutif national du PQ. La majorité des autres recommandations seront finalement adoptées lors du congrès extraordinaire du Parti québécois de novembre 2019 à Trois-Rivières.

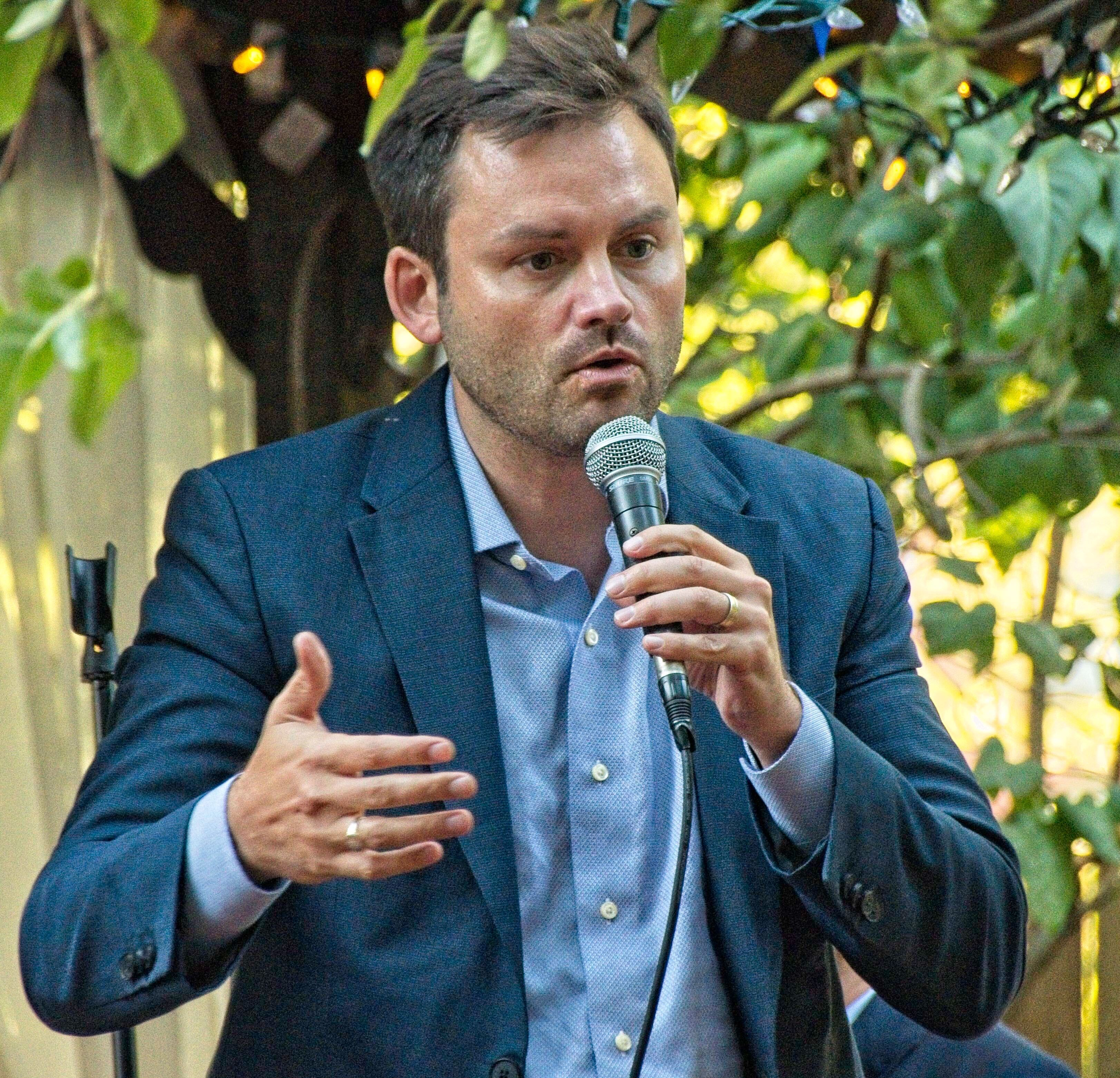
Paul St-Pierre Plamondon en 2020.

Candidat péquiste dans le comté de Prévost à l'élection générale de 2018, il affronte l'ancienne ministre libérale Marguerite Blais, qui représente maintenant la Coalition Avenir Québec. Durant cette campagne électorale locale, Plamondon priorise l'environnement, la qualité des services publics et le soutien aux familles. Présenté comme un candidat vedette, il est toutefois battu par Marguerite Blais.

#### Chef du Parti québécois (depuis 2020)
Le 28 janvier 2020, il annonce officiellement sa candidature à la direction du Parti québécois. Son slogan - OUI - annonce une campagne positive et rassembleuse, résolument axée sur l'indépendance et sur la célébration du Québec de 2020. Contrairement à sa position constitutionnelle de 2016, il promet maintenant une consultation populaire sur l'indépendance dans un premier mandat. Dans le cadre de cette course au leadership, il publiera son troisième essai Rebâtir le camp du OUI où il présente son plan de match pour relancer le Parti québécois et l'idée de souveraineté. Il remporte cette course à la chefferie le 9 octobre 2020 avec 56 % des voix au troisième tour.

#### Député de Camille-Laurin (depuis 2022)
Le 16 janvier 2022, il annonce qu'il sera candidat dans la circonscription de Camille-Laurin (appelée « Bourget » jusqu'en 2022) à l'élection provinciale de 2022. Le 3 octobre 2022, il est élu député à l'Assemblée nationale du Québec dans cette circonscription. Malgré un résultat de 14,6 % au vote populaire, son parti ne fait élire que trois députés et n'atteint pas le seuil minimum pour être reconnu comme groupe parlementaire au Salon bleu.
Lors de son premier point de presse à l’Assemblée nationale, le 17 octobre 2022, il réitère son refus de prêter serment d’allégeance au roi Charles III tel que prescrit par l’article 128 de la Loi constitutionnelle de 1867. Cette décision, suivie par les élus du parti Pascal Bérubé et Joël Arseneau, les empêche d’entrer en fonction en tant que députés et de siéger à l’Assemblée nationale durant la première courte session. Le gouvernement décide cependant d'adopter un projet de loi rendant facultatif le serment au monarque et fait donc de Saint-Pierre Plamondon le premier député du Québec pouvant siéger en chambre sans avoir prêté serment,.
Le 11 mars 2023, lors du congrès du Parti québécois à Sherbrooke, il reçoit l'appui de 98,51 % des délégués, un record pour un chef du PQ.
Le 31 octobre 2023, un sondage Léger le place pour la première fois en tête du classement des premiers ministres potentiels favoris des Québécois. Il est le seul chef à avoir dépassé François Legault dans ce classement depuis 2018.

## Résultats électoraux
|                                                                                                 | Nom                       | Parti              | Nombre de voix | %      | Maj.  |
| ----------------------------------------------------------------------------------------------- | ------------------------- | ------------------ | -------------- | ------ | ----- |
|                                                                                                 | Paul St-Pierre Plamondon  | Parti québécois    | 11 959         | 41,7 % | 2 794 |
|                                                                                                 | Richard Campeau (sortant) | Coalition avenir   | 9 165          | 31,9 % | -     |
|                                                                                                 | Christina Eyangos         | Libéral            | 4 724          | 16,5 % | -     |
|                                                                                                 | Christos Karteris         | Conservateur       | 1 869          | 6,5 %  | -     |
|                                                                                                 | Bourama Keita             | Vert               | 641            | 2,2 %  | -     |
|                                                                                                 | Jean-Pierre Émond         | Climat Québec      | 241            | 0,8 %  | -     |
|                                                                                                 | Grace St-Gelais           | Démocratie directe | 49             | 0,2 %  | -     |
|                                                                                                 | Charles Mc Nicoll         | Équipe autonomiste | 42             | 0,1 %  | -     |
| Total                                                                                           | Total                     | Total              | 28 690         | 100 %  |       |
| Le taux de participation lors de l'élection était de 63,4 % et 2 728 bulletins ont été rejetés. |                           |                    |                |        |       |

|                                                                                               | Nom                      | Parti            | Nombre de voix | %      | Maj.  |
| --------------------------------------------------------------------------------------------- | ------------------------ | ---------------- | -------------- | ------ | ----- |
|                                                                                               | Marguerite Blais         | Coalition avenir | 14 876         | 47 %   | 7 137 |
|                                                                                               | Paul St-Pierre Plamondon | Parti québécois  | 7 739          | 24,5 % | -     |
|                                                                                               | Lucie Mayer              | Québec solidaire | 4 414          | 14 %   | -     |
|                                                                                               | Naömie Goyette           | Libéral          | 4 063          | 12,8 % | -     |
|                                                                                               | Malcolm Mulcahy          | Conservateur     | 303            | 1 %    | -     |
|                                                                                               | Michel Leclerc           | Parti libre      | 235            | 0,7 %  | -     |
| Total                                                                                         | Total                    | Total            | 31 630         | 100 %  |       |
| Le taux de participation lors de l'élection était de 70,8 % et 477 bulletins ont été rejetés. |                          |                  |                |        |       |

## Vie privée
Le 22 août 2015, Paul St-Pierre Plamondon épouse Alexandra Tremblay.
De 2021 à 2023, il vit avec son épouse à l'île d'Orléans. Ils ont trois enfants,. Le 15 octobre 2023, Paul St-Pierre Plamondon, déménage, avec sa famille, dans sa circonscription de Camille-Laurin.

## Ouvrages publiés
- Les Orphelins politiques. 2014. Montréal : Les Éditions du Boréal. (ISBN 9782764623589)
- Rebâtir le camp du OUI. 2020. Montréal : VLB éditeur. (ISBN 9782896498734)